# Nunes (futbolista)
José Carlos Araújo Nunes (Castelo de Paiva, Portugal, 7 de marzo de 1977) es un exfutbolista portugués. Jugaba de defensa hasta su retiro en el RCD Mallorca. Nunes, que llegó al club bermellón en el mercado de invierno de la temporada 2005-06, firmó el verano pasado su renovación por una temporada y, una vez expirado el compromiso contractual el pasado 30 de junio, ha recibido la noticia de que no encontrará propuesta de renovación por parte de la SAD balear.
El central luso, a sus 37 años, vio lastrada su participación el pasado curso por las lesiones. Los responsables de la parcela deportiva han optado por cerrar el ciclo como mallorquinista de uno de los pesos pesados del vestuario por el descenso en sus prestciones, no ajustarse al perfil deseado y sopesando la parcela económica. Los gestores del club bermellón han valorado el elevado coste que representa la ficha de Nunes en una temporada 2014-15 marcada por los ajustes la parcela presupuestaria.
En la pretemporada de la liga 10/11 rechazó una importante oferta del Sevilla Fútbol Club para seguir empeñando la función de capitán en el equipo Balear.
Ocho años y medio después de su llegada, José Carlos de Araujo 'Nunes' dejará de vestir la camiseta del Real Mallorca. El central portugués no entra en los planes de la dirección deportiva para la temporada 2014-15 y así se lo ha hecho saber a uno de los capitanes de la plantilla. Nunes culmina su etapa con 243 partidos defendiendo la elástica mallorquinista desde enero de 2006 hasta el pasado mes de junio. El luso ha anotado 13 goles como bermellón y se ha distinguido por unas notables prestaciones defensivas que estuvieron a punto de valerle la llamada de la selección de su país.

## Clubes
| Club           | País     | Año        | Partidos | Goles |
| -------------- | -------- | ---------- | -------- | ----- |
| Lagunense      | Cádiz    | 1997-2001  | 103      | 3     |
| Fabripan       | Cádiz    | 2001-2002  | 20       | 0     |
| Centro Bersman | Portugal | 2002-2004  | 62       | 1     |
| Sporting Braga | Portugal | 2004-2005  | 54       | 1     |
| Real Mallorca  | España   | 2005- 2014 | 217      | 13    |